# Toyota Premio
Der Toyota Premio  ist eine mittelgroße Limousine, die Toyota für einige Märkte in Asien herstellt.
Im Vergleich zum kleineren, sportlicheren  Allion ist der Premio größer und luxuriöser ausgestattet. Beide Fahrzeuge wurden gleichzeitig auf den Markt gebracht. Holzapplikationen und silberne Stylingdetails verleihen dem Premio Eleganz, was ihn zur repräsentativen Familienlimousine macht. Die Möglichkeiten des optischen Tunings, wie sie für den Allion angeboten werden, sind für den Premio nicht erhältlich.
In der Toyota-Modellpalette steht der Premio zwischen dem kleineren Corolla und dem größeren Camry.

## 1. Generation ZT24 (2001–2006)
Der Premio ist der Nachfolger des Corona und des Corona Premio. Die Generation wurde im Dezember 2001 vorgestellt. Es gab ihn mit drei verschiedenen Vierzylinder-Reihenmotoren mit 1,5 l Hubraum und 78 kW Leistung, 1,8 l Hubraum und 88–97 kW Leistung und 2,0 l Hubraum und 114 kW Leistung.
2005 wurde der Premio leicht überarbeitet. Die auffälligste Änderung waren modernere Bremsleuchten.

## 2. Generation ZT26 (2007–2021)
Die zweite Generation des Premio wurde zwischen 2007 und 2021 verkauft. Weiterhin werden Motoren mit 1,5 l, 1,8 l oder 2,0 l angeboten. Das Toyota-Navigationssystem G-BOOK ist auf Wunsch verfügbar.

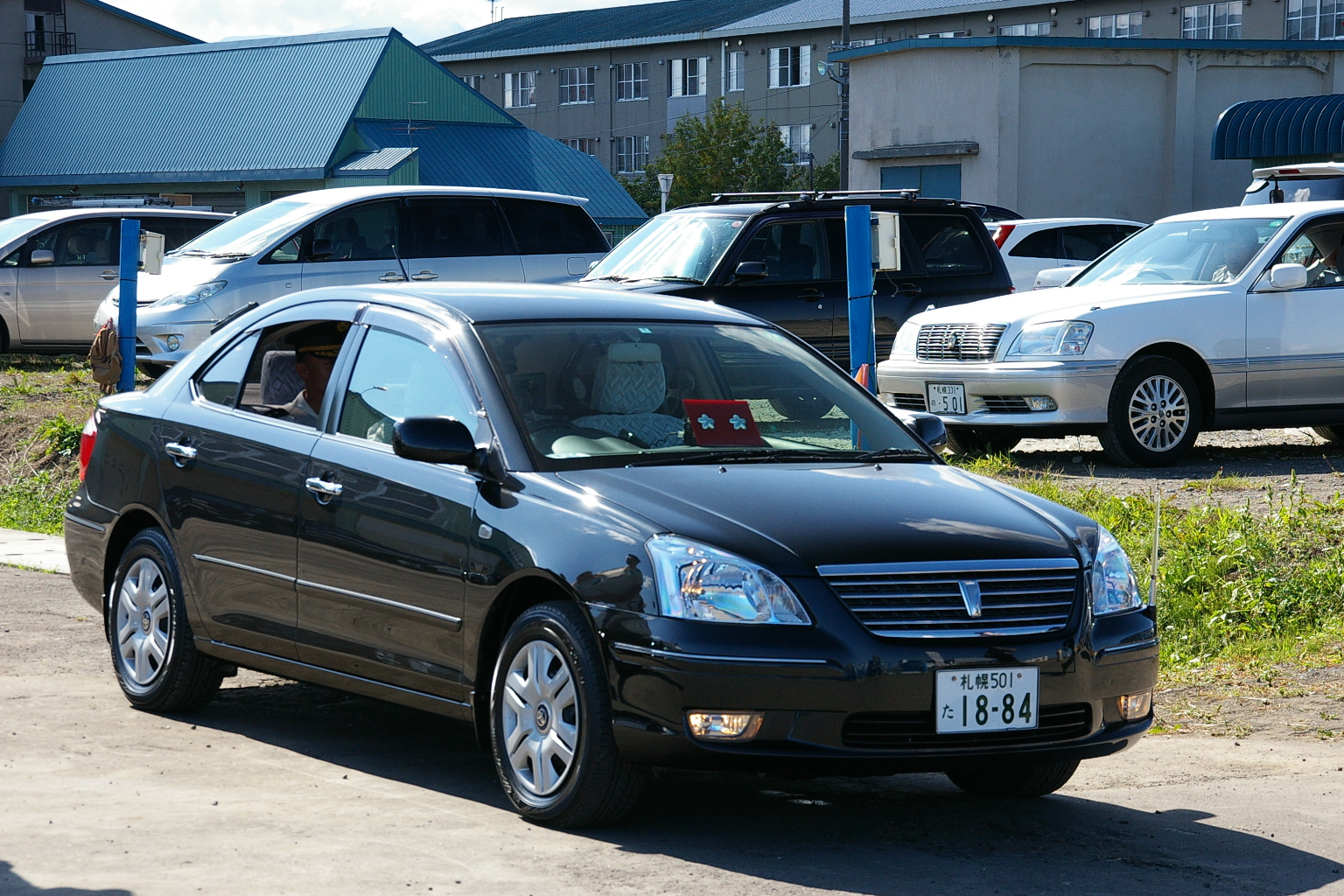
Toyota Premio der 1. Generation
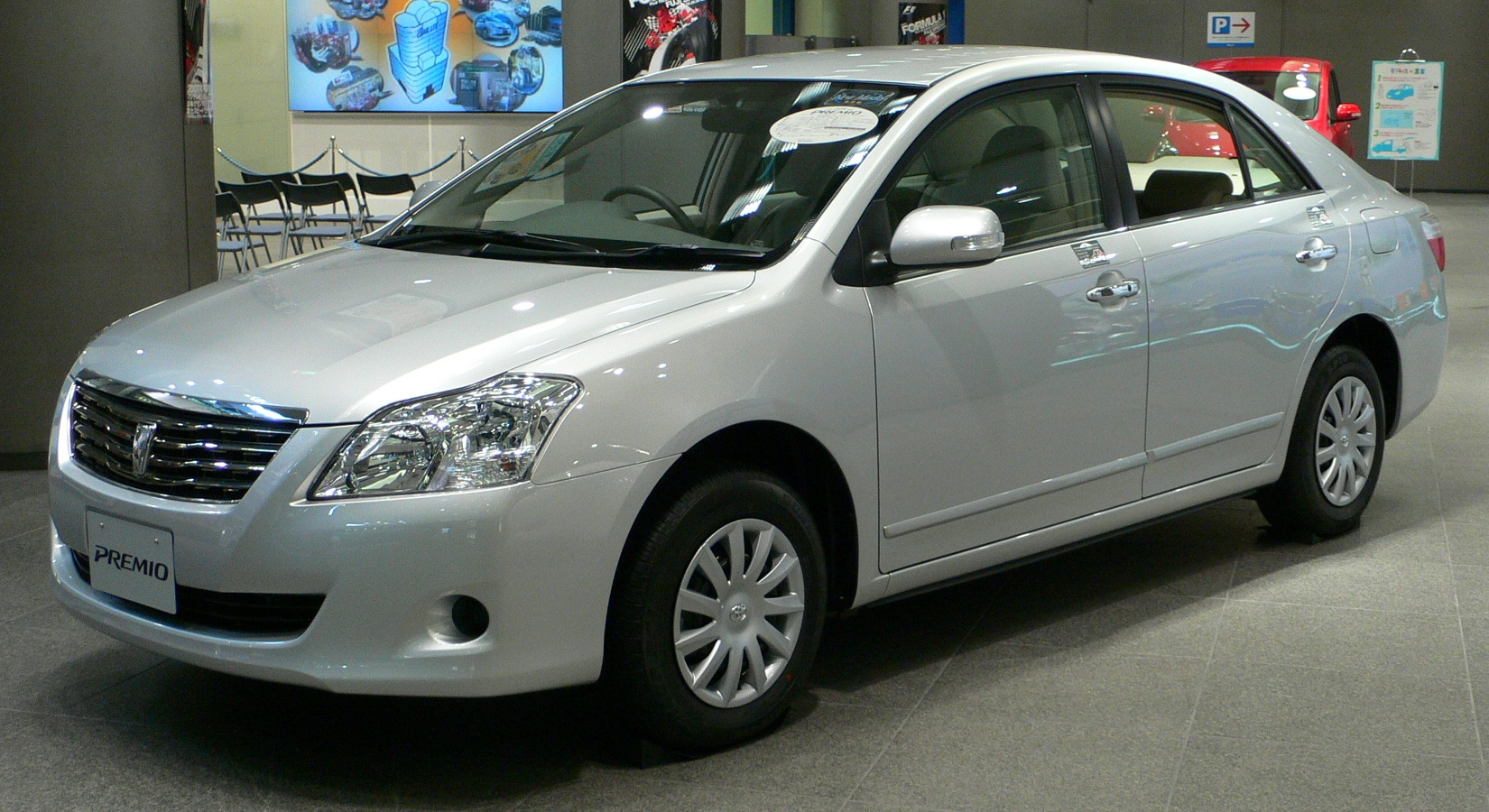
Toyota Premio der 2. Generation
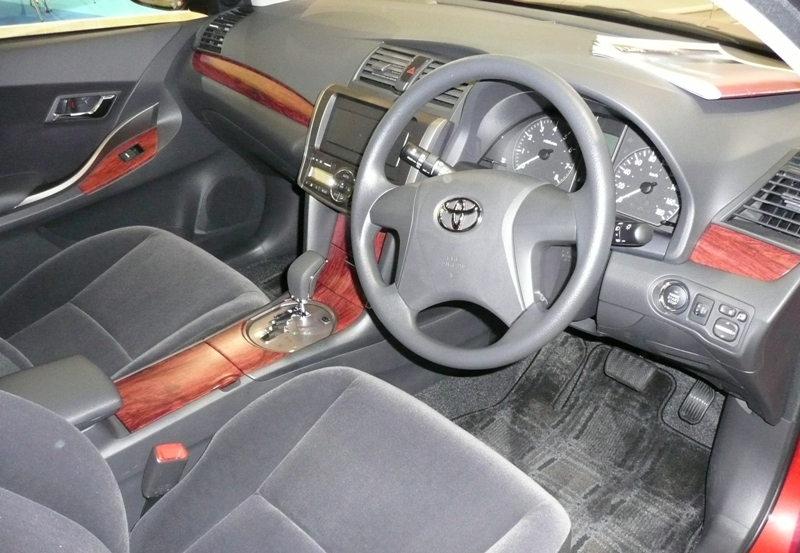
Innenraum des Premio